# Championnat d'Angleterre féminin de football 2019-2020
Navigation
2018-2019 2020-2021
Le Championnat d'Angleterre féminin de football 2019-2020, en anglais FA WSL 2019-2020 est la dixième saison du Championnat d'Angleterre féminin de football. Le championnat s'élargit et passe de onze à douze équipes. Arsenal Women Football Club est le tenant du titre. Les deux premières équipes au classement sont qualifiées pour la Ligue des champions. La dernière est reléguée en deuxième division.
Le 13 mars, la FA annonce qu'elle suspend la compétition, jusqu'au 3 avril au moins, en raison de la pandémie de coronavirus. Le championnat est finalement définitivement arrêté le 25 mai 2020 ; les décisions pour le titre, les qualifications européennes ou les relégations seront prises ultérieurement.
Le 5 juin 2020, Chelsea est nommé champion, devant Manchester City. C'est le seul changement de position dans le classement. Manchester City obtient la deuxième place en Ligue des champions et Liverpool est relégué,.

## Organisation
La fédération continue sa refonte du championnat en élargissant la compétition de onze à douze équipes. L'objectif est d'avoir à terme quatorze équipes pleinement professionnelles en première division. 
Manchester United Women Football Club et Tottenham Hotspur Ladies Football Club, respectivement premier et deuxième du championship 2018-2019, accèdent pour la première fois à l'élite féminine anglaise. À l'opposé, Yeovil Town Ladies Football Club, dernier du précédent championnat, est relégué en deuxième division.

## Participantes
| \| Arsenal Man. City Liverpool Everton Chelsea Birmingham City Bristol City Reading West Ham Brighton & Hove Albion Man. Utd Tottenham \| Localisation des clubs engagés dans le championnat. |
| Arsenal Man. City Liverpool Everton Chelsea Birmingham City Bristol City Reading West Ham Brighton & Hove Albion Man. Utd Tottenham                                                           |

| Club                                               | Localisation         | Stade                      | Classement 2018-2019 |
| -------------------------------------------------- | -------------------- | -------------------------- | -------------------- |
| Arsenal Women Football Club                        | Borehamwood          | Meadow Park                | 1re                  |
| Birmingham City Ladies Football Club               | Solihull             | Damson Park                | 4e                   |
| Brighton & Hove Albion Women & Girls Football Club | Crawley              | Broadfield Stadium         | 9e                   |
| Bristol City Women's Football Club                 | Bristol              | Ashton Gate Stadium        | 6e                   |
| Chelsea Football Club Women                        | Kingston upon Thames | Kingsmeadow                | 3e                   |
| Everton Ladies Football Club                       | Widnes               | Select Security Stadium    | 10e                  |
| Manchester City Women's Football Club              | Manchester           | Academy Stadium            | 2e                   |
| Manchester United Women Football Club              | Manchester           | Leigh Sports Village       | 1er D2               |
| Liverpool Football Club Women                      | Widnes               | Select Security Stadium    | 8e                   |
| Reading Football Club Women                        | High Wycombe         | Adams Park                 | 5e                   |
| Tottenham Hotspur Ladies Football Club             | Cheshunt             | Cheshunt Stadium           | 2e D2                |
| West Ham United Women Football Club                | Londres              | Rush Green Training Ground | 7e                   |

## Compétition

### Déroulement de la saison
La saison débute le 7 septembre avec un derby Manchester City contre Manchester United au City of Manchester Stadium, devant une affluence record de 31 213 spectateurs, soit six fois plus que le record précédent. Le 8 septembre à Stamford Bridge, Chelsea reçoit Tottenham Hotspur pour un derby londonien, où les Blues enregistrent un nouveau record d'affluence à domicile avec 24 564 spectateurs.

### Classement
Le classement est calculé avec le barème de points suivant : une victoire vaut trois points, le match nul un et la défaite zéro.
Les critères utilisés pour départager en cas d'égalité au classement sont les suivants :
1. différence entre les buts marqués et les buts concédés sur la totalité des matchs joués dans le championnat ;
2. plus grand nombre de buts marqués sur la totalité des matchs joués dans le championnat.

À la suite de l'arrêt du championnat en raison de la crise sanitaire du Covid-19, le barème de points est remplacé par le quotient des points par match pour tenir compte des équipes ayant des matchs en moins.
| Rang | Équipe                 | Pts       | J  | G  | N | P  | Bp | Bc | Diff |
| ---- | ---------------------- | --------- | -- | -- | - | -- | -- | -- | ---- |
| 1    | Chelsea L              | 39 (2,60) | 15 | 12 | 3 | 0  | 47 | 11 | +36  |
| 2    | Manchester City        | 40 (2,50) | 16 | 13 | 1 | 2  | 39 | 9  | +30  |
| 3    | Arsenal T              | 36 (2,40) | 15 | 12 | 0 | 3  | 40 | 13 | +27  |
| 4    | Manchester United P    | 23 (1,64) | 14 | 7  | 2 | 5  | 24 | 12 | +12  |
| 5    | Reading                | 21 (1,50) | 14 | 6  | 3 | 5  | 21 | 24 | -3   |
| 6    | Everton                | 19 (1,36) | 14 | 6  | 1 | 7  | 21 | 21 | 0    |
| 7    | Tottenham Hotspur P    | 20 (1,33) | 15 | 6  | 2 | 7  | 15 | 24 | -9   |
| 8    | West Ham United        | 16 (1,14) | 14 | 5  | 1 | 8  | 19 | 34 | -15  |
| 9    | Brighton & Hove Albion | 13 (0,81) | 16 | 3  | 4 | 9  | 11 | 30 | -19  |
| 10   | Bristol City           | 9 (0,64)  | 14 | 2  | 3 | 9  | 9  | 38 | -29  |
| 11   | Birmingham City        | 7 (0,54)  | 13 | 2  | 1 | 10 | 5  | 23 | -18  |
| 12   | Liverpool              | 6 (0,43)  | 14 | 1  | 3 | 10 | 8  | 20 | -12  |

| Légende : | Légende : |
| --------- | --- |
|           | Qualifié pour la Ligue des champions 2020-2021 |
|           | Relégué en Women Championship |
|           | T : Tenant du titre C : Vainqueur de la Coupe d'Angleterre L : Vainqueur de la Coupe de la Ligue Pts points ; G victoires ; N match nuls ; P défaites Bp buts marqués ; Bc buts encaissés ; Diff différence de buts |

### Résultats
| Résultats (▼dom., ►ext.)                                   | ARS | BIR | BGT | BRI  | CHE | EVE | LIV | MNC | MUN | REA | TOT | WHU |
| Arsenal                                                    |     | 2-0 | 4-0 | 11-1 | 1-4 |     | 1-0 | 1-0 |     |     |     | 2-1 |
| Birmingham City                                            |     |     |     | 0-1  | 0-6 | 0-1 | 2-0 | 0-2 |     |     | 1-1 |     |
| Brighton & Hove Albion                                     | 0-4 | 3-0 |     |      | 1-1 | 1-0 | 1-0 |     | 1-1 | 2-2 | 0-1 | 1-3 |
| Bristol City                                               |     | 0-2 | 0-0 |      | 0-4 |     | 0-1 | 0-5 |     |     | 1-2 |     |
| Chelsea                                                    | 2-1 | 2-0 |     | 6-1  |     |     |     | 2-1 | 1-0 | 3-1 | 1-0 | 8-0 |
| Everton                                                    | 1-3 |     | 2-0 | 2-0  |     |     |     | 0-1 | 2-3 | 3-1 | 3-1 |     |
| Liverpool                                                  | 2-3 |     |     | 1-1  | 1-1 | 0-1 |     |     |     | 0-1 |     | 1-1 |
| Manchester City                                            | 2-1 | 3-0 | 5-0 | 1-0  | 3-3 | 3-1 | 1-0 |     | 1-0 |     |     | 5-0 |
| Manchester United                                          | 0-1 |     | 4-0 | 0-1  |     | 3-1 | 2-0 |     |     | 2-0 | 3-0 |     |
| Reading                                                    | 0-3 | 1-0 |     | 3-3  |     | 3-2 |     | 0-2 | 1-1 |     | 3-1 | 2-0 |
| Tottenham                                                  | 0-2 |     | 1-0 |      |     | 2-2 | 1-0 | 1-4 | 0-3 |     |     | 2-1 |
| West Ham United                                            |     | 1-0 | 2-1 |      | 1-3 |     | 4-2 |     | 3-2 | 2-3 | 0-2 |     |
| - Victoire à domicile - Match nul - Victoire à l'extérieur |     |     |     |      |     |     |     |     |     |     |     |     |

## Bilan de la saison
| Championnat d'Angleterre féminin de football 2019-2020 |                    |
| Champion                                               | Chelsea (4e titre) |
| Dauphin                                                | Manchester City    |
| Coupes et trophées                                     |                    |
| Vainqueur de la Coupe d'Angleterre 2019-2020           | .                  |
| Vainqueur de la Coupe de la Ligue anglaise 2019-2020   | Chelsea            |
| Qualifications continentales                           |                    |
| Ligue des champions féminine de l'UEFA 2020-2021       | Chelsea            |
| Ligue des champions féminine de l'UEFA 2020-2021       | Manchester City    |
| Promotions et relégations                              |                    |
| Promus en Women Super League                           | Aston Villa        |
| Relégués en Women Championship                         | Liverpool          |